# Casale di Scodosia
Casale di Scodosia (Caxałe de Scodòxia in veneto) è un comune italiano di 4 637 abitanti della provincia di Padova in Veneto, situato a sud-ovest del capoluogo provinciale.
A Casale di Scodosia si svolge annualmente il rinomato Carnevale del Veneto.

## Storia
Il paese è abitato sin dal II millennio a.C. ed è situato in una zona paludosa bonificata solo nel XV secolo, durante la dominazione veneziana, periodo in cui si fa risalire Casa Grompo, che spicca per il suo pregevole poggiolo in pietra. Al periodo tardo-medievale risalgono, invece, la chiesa di S. Margherita con campanile romanico e la pieve di Santa Maria di cui è conservata solo la torre campanaria.
Nei pressi di Casale, la località di Trecontai è stata teatro della vittoria dell'imperatore Enrico IV contro l'esercito di Ugo del Manso, figlio di Alberto Azzo d’Este, nell'inverno tra il 1092 e il 1093. 
In seguito all'annessione all'Austria del 1797, il comune divenne zona di brigantaggio, sorte che condivise con altri comuni della Scodosia come Saletto.

### Simboli
Lo stemma comunale è stato concesso con regio decreto del 24 giugno 1929.
La cornucopia è simbolo di fertilità e di abbondanza; le due stelle vogliono ricordare che un tempo il paese era legato a Montagnana, tradizionale capitale dell'antica Scodosia.
Il gonfalone, concesso con D.P.R. del 5 aprile 1995, è un drappo di verde bordato di rosso.

## Monumenti e luoghi d'interesse
Tra gli edifici storici presenti spicca la Villa Correr presso Altaura, edificata nel XVIII secolo con materiali recuperati dalla precedente casa rurale cinquecentesca e si distingue per gli intonaci decorati in terra naturale e per le finestre a medaglioni di vetro, prodotte a Murano. La sfarzosa residenza è ora sede del Museo Etnografico della Scodosia e della mostra nazionale dell'antiquariato.

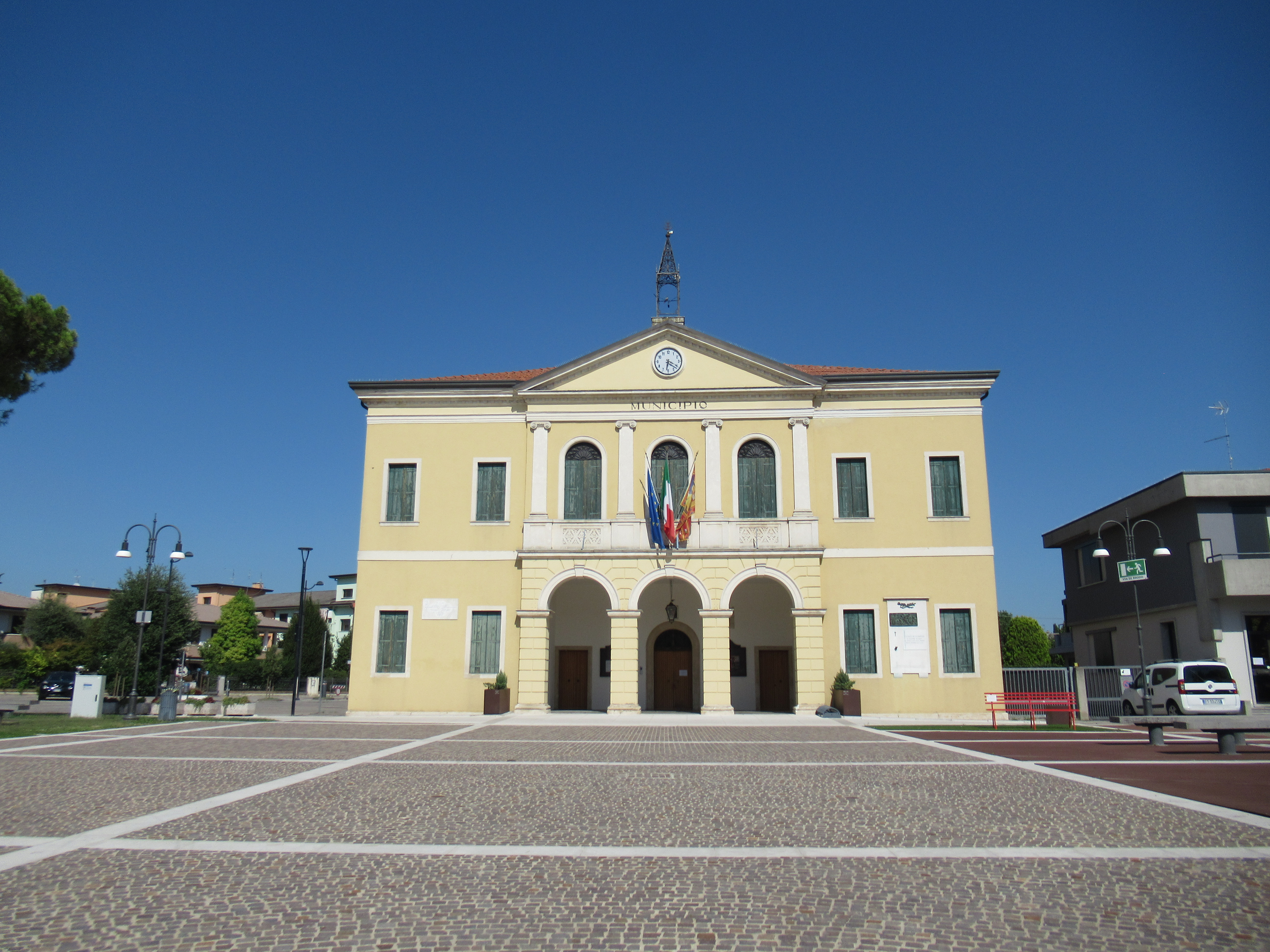
Municipio
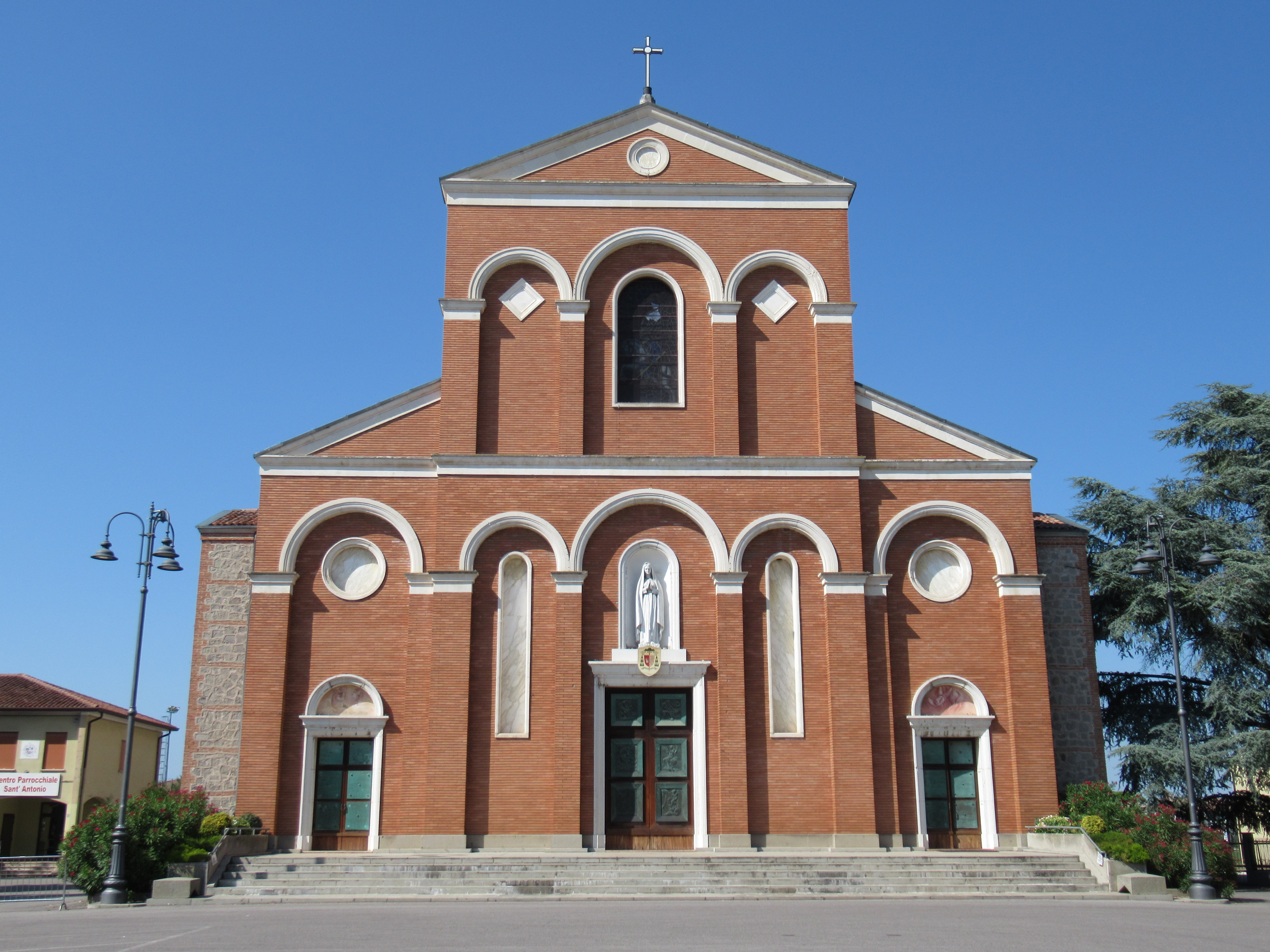
Chiesa di Santa Maria
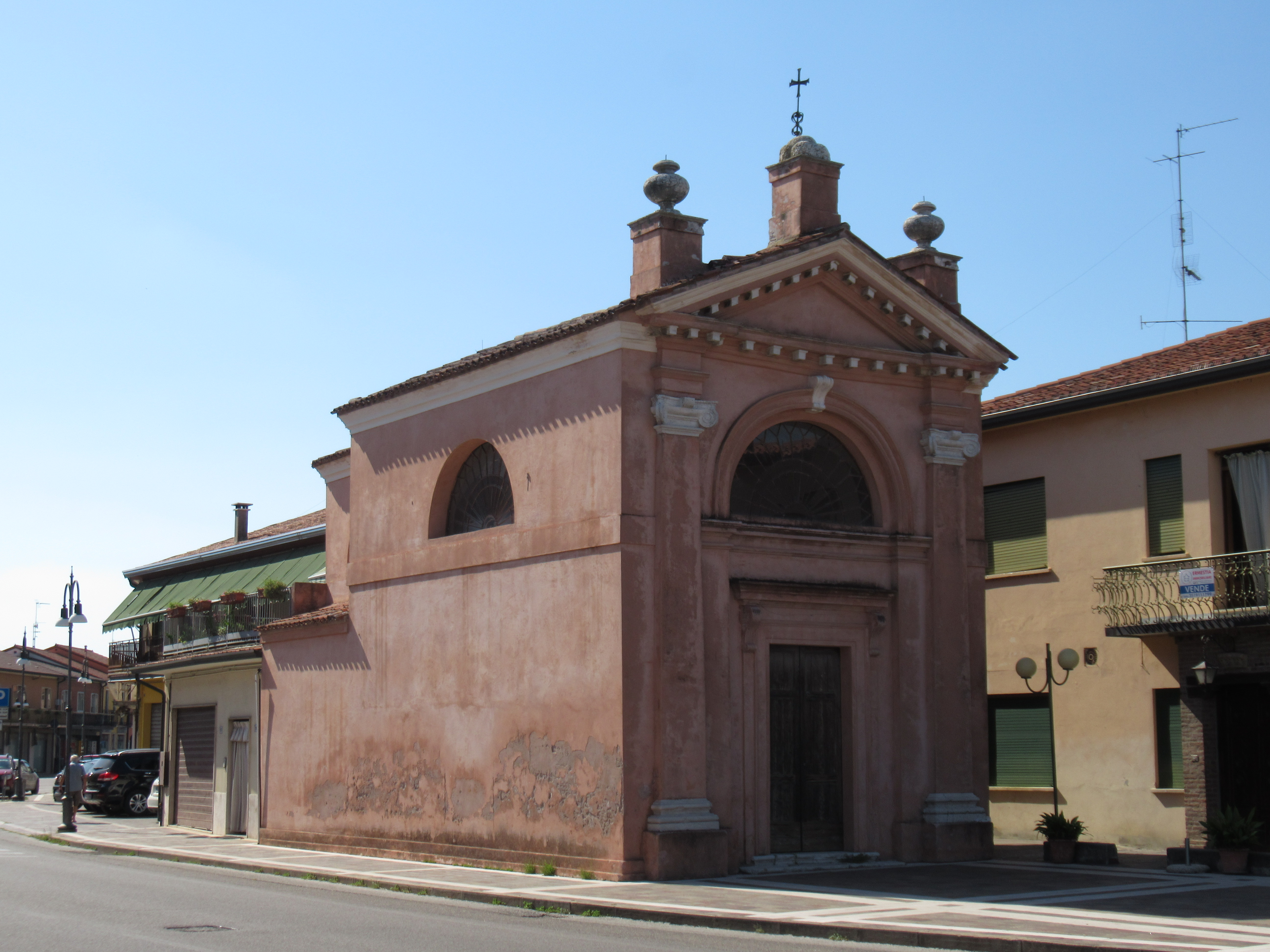
Oratorio di Sant'Antonio da Padova

## Società

### Evoluzione demografica
Abitanti censiti

## Amministrazione
| Periodo           | Periodo           | Primo cittadino     | Partito                         | Carica                  | Note                                          |
| ----------------- | ----------------- | ------------------- | ------------------------------- | ----------------------- | --------------------------------------------- |
| 23 maggio 1981    | 17 giugno 1985    | Sonia Orzi          | Partito dei riformisti          | Sindaco                 |                                               |
| 17 giugno 1985    | 30 giugno 1991    | Nevio Missaglia     | Democrazia Cristiana            | Sindaco                 | Dimissioni volontarie                         |
| 30 giugno 1991    | 13 giugno 2004    | Renato Modenese     | Lista civica di centro-sinistra | Sindaco                 |                                               |
| 14 giugno 2004    | 7 giugno 2009     | Antonio Vettorello  | Lista civica                    | Sindaco                 |                                               |
| 8 giugno 2009     | 21 ottobre 2013   | Renato Modenese     | Lega Nord                       | Sindaco                 | Dimissioni della metà più uno dei consiglieri |
| 21 ottobre 2013   | 25 maggio 2014    | Alessandro Sallusto |                                 | Commissario prefettizio |                                               |
| 26 maggio 2014    | 21 settembre 2019 | Stefano Farinazzo   | Lista civica                    | Sindaco                 | deceduto in carica                            |
| 21 settembre 2019 | 22 settembre 2020 | Marcello Marchioro  | Lista civica                    | Vicesindaco             |                                               |
| 23 settembre 2020 | in carica         | Marcello Marchioro  | Lista civica                    | Sindaco                 |                                               |